# Little River (Australia)
Little River – miasto w Australii, w stanie Wiktoria.